# Lass Fürstin, lass noch einen Strahl
Lass Fürstin, lass noch einen Strahl, Trauer-Ode (BWV 198) – kantata świecka Johanna Sebastiana Bacha do tekstu Johanna Christopha Gottscheda, skomponowana jako „muzyka żałobna, którą przy pochwalnej i żałobnej mowie ku czci zmarłej Jej Królewskiej i Elektorskiej Mości Saksonii, Chrystiany Eberhardyny, królowej Polski ... wykonał Joh. Seb. Bach...” (cyt. z tytułu partytury Bacha).
5 września 1727 roku zmarła tytularna królowa Polski, elektorowa Saksonii Krystyna Eberhardyna, żona Augusta II Mocnego. Cała Saksonia pogrążyła się w żałobie. Uroczystości pogrzebowe odbyły się 17 października w kościele Paulinów w Lipsku. Omyłkowo zamówiono muzykę u Johanna Sebastiana Bacha, ponieważ organizator powinien był ją zamówić u Görnera, który zajmował stanowisko kierownika nabożeństw uniwersyteckich. Senat dowiadując się o tym fakcie, dążył do cofnięcia zamówienia. W wyniku pertraktacji Bach uzyskał zezwolenie na wykonanie kompozycji. Zaznaczono jednak, iż jest to jednorazowy przywilej, który nie daje mu prawa do kolejnych zamówień na uroczystości akademickie.
„Oda żałobna” należy do najwspanialszych kantat Bacha. Rysuje się w niej obraz zadumy i powagi, muzyka przepełniona jest bólem i cierpieniem (aria Verstummt, verstummt, ihr holden Saiten!). Nie brak tu także motywów symbolicznych, np. rozbrzmiewania dzwonów w recytatywie altowym Der Glocken bebendes Getön.

## Części kantaty
Część pierwsza:
1. Chór Laß, Fürstin, lass noch einen Strahl
2. Recytatyw Dein Sachsen, dein bestürztes Meißen
3. Aria Verstummt, verstummt, ihr holden Saiten!
4. Recytatyw Der Glocken bebendes Getön
5. Aria Wie starb die Heldin so vergnügt!
6. Recytatyw Ihr Leben ließ die Kunst zu sterben
7. Chór An dir, du Fürbild großer Frauen

Część druga:
1. Aria Der Ewigkeit saphirnes Haus
2. Recytatyw Was Wunder ists? Du bist es wert
3. Chór Doch, Königin! du stirbest nicht

## Obsada
- 2 flety poprzeczne
- 2 oboje miłosne
- 2 wiole da gamba
- 2 lutnie
- 2 skrzypiec
- viola da braccio
- basso continuo
- soliści (sopran, alt, tenor, bas)
- chór czterogłosowy